# Antonín Krištof
Antonín Krištof (2. září 1882 Domažlice — 1. ledna 1910 Praha) byl český učitel tělesné výchovy, házenkář, esperantista, člen Sokola a sportovní funkcionář, průkopník, kodifikátor a propagátor národní házené v českých zemích i ve světě. Rovněž se stal prvním vysokoškolským pedagogem tělesné výchovy v historii českého školství.

## Život

### Mládí
Narodil se nejspíš v Domažlicích v západních Čechách v české měšťanské rodině. Maturoval na domažlickém gymnáziu v roce 1901 a následně s omezenými finančními prostředky studoval na Filozofické fakultě Karlo-Ferdinandovy univerzity. Stal se učitelem tělesné výchovy. Zároveň začal působit jako sportovní činitel a propagátor, zejména kolektivních, sportů. Roku 1908 se mu podařilo prosadit hodiny tělesné výchovy na Karlo-Ferdinandově Univerzitě, čímž se stal prvním vysokoškolským profesorem sportu a tělovýchovy v českých zemích. Zasloužil se rovněž o výstavbu studentské tělocvičny.
Úpravou pravidel kultvoval cílovou, tedy národní házenou, tehdy nový sport ujednocený cvičitelem Josefem Klenkou, částečně založený na handballu, sportu původem z Dánska. Tyto pravidla později přeložil také do němčiny a esperanta. Tato úprava byla následně prosazena. Roku 1908 byl odehrán jeden z prvních turnajů v házené mezi studenty Strakovy akademie, kde Krištof působil. Jakožto sport se cílová stala prvním kolektivním sportem, který v českých zemích hrály ženy.
Roku 1907 inicioval Kroužku házené Vinohrady, prvního klubu tohoto sportu v českých zemích. Přispíval rovněž do sportovního, pedagogogického a tělocvičného tisku a rovněž byl autorem rané české sportovní i sportovně lékařské literatury. Roku 1909 stál u založení Svazová komise kroužků házené, první házenkářské svazové organizace.

### Úmrtí
Antonín Krištof zemřel na Nový rok 1. ledna 1910 v Praze ve věku 27 let.
Po jeho náhlé smrti pokračoval v jeho práci ve prospěch házené zejména Jaroslav Trantina, Krištofův žák, sportovní čitel házené a spoluzakladatel Mezinárodní federaci ženských sportů. Funkci vedoucího lektorát tělesné výchovy a her na univerzitě převzal Doc. PhDr. František Smotlacha.